# Măcin
Măcin es una ciudad con estatus de oraș de Rumania en el distrito de Tulcea.

## Geografía
Se encuentra a una altitud de 25 m s. n. m. a 273 km de la capital, Bucarest, en la orilla derecha del brazo más antiguo del Danubio.

## Historia
La localidad tiene origen en un asentamiento dacio y posterior castrum romano Arrubium, del que aún quedan restos en la actualidad.

## Demografía
Según estimación 2012 contaba con una población de 11 816 habitantes.
| 1948 | 1956 | 1966 | 1977   | 1992   | 2002   | 2012   |
| 5217 | 6533 | 8147 | 10 544 | 12 104 | 10 625 | 11 816 |